# NGC 6256
NGC 6256 ist ein Kugelsternhaufen im  Sternbild Skorpion. 
Der Sternhaufen wurde am 2. August 1826 von James Dunlop mithilfe eines 9-Zoll-Teleskops entdeckt und später von Johan Dreyer in seinen New General Catalogue aufgenommen.